# 한국만화영상진흥원
한국만화영상진흥원(韓國漫畵映像振興院, Korea Manhwa Contents Agency)은 만화산업 진흥 및 저변 확산을 위하여 1998년 12월 4일 설립된 부천시청 산하 재단법인이다. 2009년 9월 22일, 현재의 명칭으로 변경되었다. 경기도 부천시 길주로 1 (상동 529-3)에 위치하고 있다. 대표는 현재 조관제 이사장이며 2001년부터 '한국만화걸작선'이란 이름으로 오래된 한국만화들을 복간하는 사업을 하고 있다.

## 설립 근거
- 한국만화영상진흥원 설치 및 운영 조례 (경기도 부천시 조례 제2404호)

## 연혁
- 1998년 11월 16일 “부천만화정보센터설치및운영조례” 제정
- 1998년 12월 4일 부천만화정보센터 설립
- 1999년 5월 4일 부천만화정보센터 개관
- 1999년 9월 1일 창작지원실 개관
- 2000년 2월 4일 만화정보관(도서관) 개관
- 2000년 6월 10일 (사)부천만화정보센터 창립총회 및 발기인 대회
- 2001년 1월 1일 제1대 성완경 이사장 취임
- 2001년 3월 2일 만화규장각 (www.komics.net) 서비스 개시
- 2001년 7월 23일 소식지 “만화정보” 창간
- 2001년 10월 12일 한국만화박물관 개관
- 2003년 2월 18일 박물관 연구자료집 “만화문화연구” 발행
- 2003년 3월 3일 만화산업지원관 운영 개시
- 2004년 1월 9일 제2대 이두호 이사장 취임
- 2004년 5월 4일 제1기 주부만화예술대학 개강
- 2004년 9월 25일 어린이만화잡지 “콩나무” 창간호 발행
- 2005년 11월 21일 재단법인 부천만화정보센터 설립 발기인대회
- 2007년 1월 15일 제3대 조관제 이사장 취임
- 2009년 3월 1일 2009 한국만화연감 발간
- 2009년 7월 27일 이현세 한국만화영상진흥원 제1대 이사장 취임
- 2009년 7월 28일 임형택 한국만화영상진흥원 제1대 원장 취임
- 2009년 9월 23일 한국만화영상진흥원 개원식
- 2009년 11월 3일 뮤지엄 만화규장각 개관
- 2010년 3월 1일 2010 한국만화연감 발간
- 2011년 6월 14일 뮤지엄 만화규장각에서 한국만화박물관으로 환원
- 2017년 7월 24일 부천시의회, 한국만화영상진흥원 공공기관 전환 결의안 채택

## 주요 업무
- 국내외 만화관련 자료의 수집, 관리, 연구, 제공
- 만화정보화 추진을 위한 만화 데이터베이스 구축
- 만화문화 저변확산을 위한 교육, 전시, 출판사업

## 조직
- 이사회
- 이사장
- 원장
- 본부장
- 팀장
  - 정책기획팀
  - 산업진흥팀
  - 기반조성팀
  - 박물관운영팀
  - 문화진흥팀
  - 경영지원팀
- 운영위원회
- 축제운영위원회
- 축제사무국
- ICC상임위원회
- ICC사무국

## 임원

### 이사장
- 성완경 (2001 ~ 2004년)
- 이두호 (2004 ~ 2007년)
- 조관제 (2007 ~ 2009년, 2023년 ~)
- 이현세 (2009 ~ 2012년)
- 이희재 (2012 ~ 2017년)
- 김동화 (2017 ~ 2019년)
- 이해경 (2019 ~ 2022년)
- 김형배 (2022 ~ 2023년)

### 원장
- 임형택 (2009 ~ 2010년)
- 김병헌 (2011 ~ 2012년)
- 오재록 (2012 ~ 2017년)
- 안종철 (2017 ~ 2018년)
- 이용철 (2018 ~ 2019년) - 원장대행
- 신종철 (2019년 ~ )

## 소속 기관
- 한국만화박물관
- 만화비즈니스센터
- 부천만화창작스튜디오

## 주요 소장품
- 만화 코주부삼국지 - 대한민국 등록문화재 제605호 (2014년 9월 2일 지정)